# Кулеберьево
Кулеберьево — село в Комсомольском районе Ивановской области России, входит в состав Марковского сельского поселения.

## География
Село расположено на берегу реки Ухтохма в 6 км на юг от центра поселения села Марково и в 14 км на юго-восток от райцентра города Комсомольск.

## История

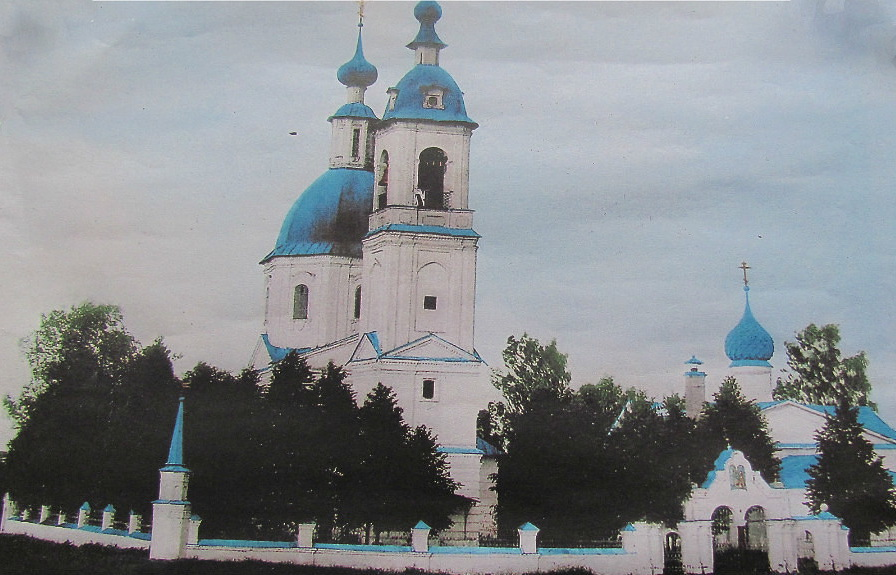
Церковь Успения Пресвятой Богородицы в Кулеберьеве

В XVIII столетии в селе существовала деревянная церковь в честь Успения Божией Матери, которая в 1791 году сгорела. В том же 1791 году вместо сгоревшей церкви на средства прихожан начато строительство каменной церкви, в 1799 году строительство было окончено и церковь освящена в прежнее наименование — в честь Успения Божией Матери, в церкви устроен был тёплый придел — во имя Святителя и Чудотворца Николая (освящён в 1791 году). В 1856 году тёплый Николаевский придел был упразднён и вместо него построена отдельная тёплая каменная церковь и освящена во имя Святителя и Чудотворца Николая. 17 ноября 1876 года в селе было открыто земское народное училище, помещавшееся в собственном здании. 
В конце XIX — начале XX века село входило в состав Пелгусовской волости Шуйского уезда Владимирской губернии, с 1913 года — центр самостоятельной Кулеберьевской волости. В 1859 году в селе числилось 23 двора, в 1905 году — 33 двора.

## Население
| 1859 | 1905 |
| ---- | ---- |
| 139  | 201  |

| 1859 | 1905 | 2010 |
| ---- | ---- | ---- |
| 139  | ↗201 | ↘150 |

## Достопримечательности
В селе расположена действующая Церковь Успения Пресвятой Богородицы.
В селе расположен обелиск в память погибших бойцов.